# Sechstagerennen von Saint-Étienne
Das Sechstagerennen von Saint-Étienne war ein Wettbewerb im Bahnradsport in der französischen Stadt Saint-Étienne. Das Sechstagerennen wurde von 1928 bis 1953 mit Unterbrechungen veranstaltet. Es hatte 12 Austragungen.

## Palmarès
| Jahr      | Sieger                                |
| --------- | ------------------------------------- |
| 1928      | Lucien Choury – Louis Fabre           |
| 1929      | Georges Peyrode – André Mouton        |
| 1930      | Piet van Kempen – Francis Fauré       |
| 1931      | Omer De Bruycker – Albert Billiet     |
| 1932–1935 | nicht ausgetragen                     |
| 1936      | Piet van Kempen – Jean Van Buggenhout |
| 1937      | Piet van Kempen – Jean Van Buggenhout |
| 1938      | Cor Wals – Marcel Guimbretiere        |
| 1939–1948 | nicht ausgetragen                     |
| 1949      | Émile Carrara – Raymond Goussot       |
| 1950      | Guy Lapébie – Achiel Bruneel          |
| 1951      | Robert Naeye – Ernest Thyssen         |
| 1952      | Émile Carrara – Georges Senfftleben   |
| 1953      | Ferdinando Terruzzi – Lucien Gillen   |